# خواكين زيبالوس
خواكين زيبالوس (بالإسبانية: Joaquín Zeballos)‏ هو لاعب كرة قدم أوروغواياني في مركز الهجوم، ولد في 13 نوفمبر 1996 في مالدونادو في الأوروغواي. شارك مع منتخب الأوروغواي تحت 20 سنة لكرة القدم. أما مع النوادي، فقد لعب مع ديبورتيفو مالدونادو.

## وصلات خارجية
- خواكين زيبالوس على موقع قاعدة بيانات كرة القدم.إي يو (الإنجليزية)
- خواكين زيبالوس على موقع Soccerway.com (الإنجليزية)